# Bakom stängda dörrar
Bakom stängda dörrar (originaltitel: Extreme Measures) är en amerikansk kriminal-thrillerfilm i sjukhusmiljö från 1996 i regi av Michael Apted. Den hade Sverigepremiär den 31 januari 1997 och hade videorelease i juli samma år.

## Medverkande i urval
- Hugh Grant – Dr. Guy Luthan
- Gene Hackman – Dr. Lawrence Myrick
- Sarah Jessica Parker – Jodie Trammel
- David Morse – FBI Agent Frank Hare
- Bill Nunn – Det. Bob Burke
- John Toles-Bey – Bobby
- Paul Guilfoyle – Dr. Jeffrey Manko
- Debra Monk – Dr. Judith Gruszynski
- Shaun Austin-Olsen – Claude Minkins
- André De Shields – Teddy Dolson
- J. K. Simmons – Dr. Mingus
- Peter Appel – Det. Stone
- Diana Zimmer – Helen
- Nancy Beatty – Ruth Myrick
- Gerry Becker – Dr. Gene Spitelli
- Gene Ruffini – Izzy